# Grupa allilowa

Wzór strukturalny allilu

Grupa allilowa, allil, prop-2-en-1-yl – jednowartościowa grupa organiczna wywodząca się z propenu o wzorze −CH
2CH=CH
2. Występuje w związkach nienasyconych jak np. alkohol allilowy i eugenol.